# Friedrich Jacob Keßler-Gontard
Friedrich Jacob Keßler-Gontard (* 26. März 1806 in Mannheim; † 3. Mai 1889 in Frankfurt am Main) war ein deutscher Kaufmann und Politiker.

## Leben
Keßler-Gontard wurde als Friedrich Jacob Keßler geboren. Er heiratete Johanna Helene Gontard (1814–1885), die Tochter des Friedrich Henry Gontard und der Cäcilie Marianne Gontard, und nannte sich dann Keßler-Gontard. Seine Tochter Berta Amalie Keßler-Gontard (* 11. Juni 1839 in Frankfurt am Main; † 22. April 1914 ebenda) heiratete den späteren Staatsanwalt und Abgeordneten Rudolf Pfefferkorn. Er lebte als Kaufmann in der Freien Stadt Frankfurt.
Er war 1838, von 1841 bis 1848 und erneut 1850 Mitglied der Gesetzgebenden Versammlung der Freien Stadt Frankfurt. Von 1838 bis 1844 gehörte er der Ständigen Bürgerrepräsentation der Freien Stadt Frankfurt an. In den Jahren von 1844 bis 1850 war er Senator im Senat der Freien Stadt Frankfurt.